# Enspråkig kommun

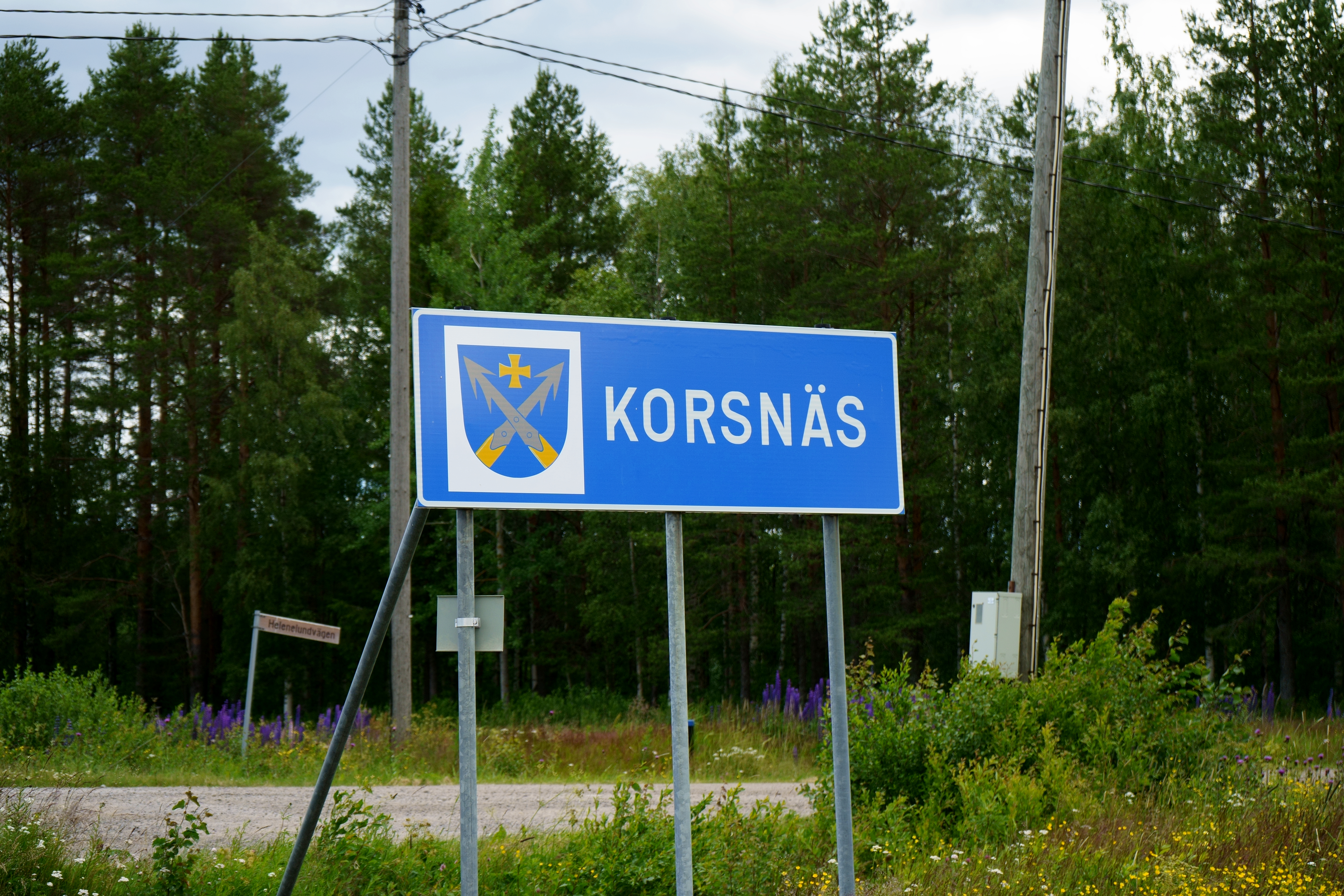
Korsnäs är en enspråkigt svensk kommun.

En enspråkig kommun i Finland är en kommun som officiellt antingen är enbart finskspråkig eller svenskspråkig. Kommunens enspråkighet innebär dock inte att alla kommunens invånare talar samma språk, utan begreppet baserar sig på hur stor den svensk- eller finskspråkiga minoriteten är. Alla kommuner i landskapet Åland räknas som enspråkigt svenska genom självstyrelselagen. Begreppen enspråkig och tvåspråkig i detta sammanhang gäller inte andra språk än finska och svenska; kommunerna inom samernas hembygdsområde i norra Finland är skyldiga att tillhandahålla service på samiska oberoende av språkstatistik.
En konsekvens av enspråkigheten är att kommunens officiella kungörelser, trafikskyltar och liknande bara behöver anges på majoritetsspråket. Enspråkigheten påverkar också krav på språkkunskaper och möjlighet att betjäna allmänheten på det andra språket. Enspråkigheten inverkar inte på kommunens skyldighet att ordna skolgång på elevens modersmål.
Statliga myndigheter bör betjäna privatpersoner på deras modersmål oberoende av språkförhållandena i kommunen. För förvaltningsenheter större än kommunerna, inklusive regionala statliga myndigheter, gäller att de är tvåspråkiga om kommunerna har olika språk eller någon av kommunerna är tvåspråkig.
Statsrådet i Finland bestämmer vilka kommuner som ska anses vara enspråkiga. Detta görs för tio år i taget baserat på statistik över vilket språk som varje kommuninvånare registrerat som sitt modersmål (varvid endast ett språk kan väljas). Är minoriteten mindre än 3 000 personer och mindre än sex procent av kommunens befolkning blir kommunen enspråkig. Är minoriteten minst 3 000 personer eller minst åtta procent benämns kommunen i stället vara tvåspråkig. Är andelen sex till åtta procent behålls tidigare språklig status. Statsrådet kan också, på kommunfullmäktiges ansökan, bestämma att en kommun som annars vore enspråkig skall vara tvåspråkig.